# Chỉ mình tôi thăng cấp
Chỉ mình tôi thăng cấp (tên gốc: Na honjaman Level-up, tiếng Hàn: 나 혼자만 레벨업; Romaja: Na honjaman Rebeol-eob) là một web novel tiếng Hàn được viết bởi Chugong. Nó được đăng nhiều kỳ trên nền tảng truyện tranh và tiểu thuyết kỹ thuật số KakaoPage của Kakao vào ngày 25 tháng 7 năm 2016 và sau đó được xuất bản bởi D&C Media dưới ấn hiệu Papyrus của họ vào ngày 4 tháng 11 năm 2016. Tại Việt Nam, bộ tiểu thuyết được chính thức phát hành vào ngày 10 tháng 11 năm 2021 bởi Caro Light Novel.
Bản chuyển thể webtoon của tiểu thuyết lần đầu tiên được đăng trên KakaoPage vào ngày 4 tháng 3 năm 2018 và được minh họa bởi Jang-Sung-Rak (hay còn gọi là Dubu), giám đốc điều hành của Redice Studio, người qua đời vào ngày 23 tháng 7 năm 2022 sau khi bị xuất huyết não. Phần đầu tiên của webtoon kết thúc vào ngày 19 tháng 3 năm 2020 và phần thứ hai của nó tiếp tục được phát hành vào ngày 1 tháng 8 năm 2020. Các chương riêng lẻ đã được D&C Media thu thập và xuất bản thành ba tập kể từ tháng 7 năm 2020.
Một phiên bản trò chơi điện tử hiện đang được phát triển bởi gã khổng lồ trò chơi Hàn Quốc Netmarble Corp và một bộ phim chuyển thể cũng đang được sản xuất. Một series anime truyền hình với tựa đề tiếng Nhật chính thức: Ore dake Level Up na Ken (俺だけレベルアップな件), chuyển thể bởi A-1 Pictures lên sóng vào khoảng tháng 1 đến tháng 3 năm 2024; mùa thứ hai có nhan đề là Ore dake Level Up na Ken Season 2: Arise from the Shadow lên sóng vào khoảng tháng 1 đến ngày 29 tháng 3 năm 2025.

## Cốt truyện
Trong một thế giới mà những thợ săn (Hunter) - những con người sở hữu khả năng phép thuật, phải chiến đấu với những con quái vật chết người để bảo vệ loài người khỏi sự hủy diệt, một thợ săn nổi tiếng yếu ớt tên là Sung Jin-woo thấy mình ở trong một cuộc đấu tranh sinh tồn dường như bất tận. Một ngày nọ, sau khi sống sót trong gang tấc trong một hầm ngục hai tầng cực kỳ mạnh đến đáng sợ, thứ gần như đã xóa sổ toàn bộ nhóm của anh, một chương trình bí ẩn có tên Hệ thống đã chọn anh làm người chơi duy nhất, đổi lại, nó trao cho anh một khả năng cực kỳ hiếm có là tăng cấp sức mạnh, có thể vượt xa bất kỳ giới hạn đã biết nào. Jin-woo sau đó đã bắt đầu một cuộc hành trình mới khi anh phải chiến đấu chống lại tất cả các loại kẻ thù, cả con người lẫn quái vật, để khám phá bí mật của các hầm ngục và nguồn gốc thực sự sức mạnh của mình.

## Nhân vật
Sung Jin-woo
Lồng tiếng bởi: Taito Ban
Tên tiếng Nhật: Shun Mizushino (水篠 旬, Mizushino Shun)
Sung Jin-woo (tiếng Hàn: 성진우; RR: Seong Jin-u) là nhân vật chính của bộ truyện. Vốn là một thợ săn hạng E nổi tiếng yếu ớt, anh đã được trao một cơ hội ngàn năm có một khi được chọn làm Người chơi của một chương trình ma thuật có tên là Hệ thống và có được một khả năng độc nhất là tăng sức mạnh không giới hạn. Bằng cách tận dụng sức mạnh mới mà Hệ thống cung cấp này, Jinwoo cuối cùng đã vươn lên trở thành thợ săn vĩ đại nhất của nhân loại, nhưng cuối cùng lại phát hiện ra bản thân đã trở thành một người chơi chính trong cuộc chiến chưa có hồi kết giữa Nhà Thống trị và Quân vương, hai nhóm sinh vật giống thần thánh đều có kế hoạch riêng đối với nhân loại.
Yoo Jin Ho
Lồng tiếng bởi: Genta Nakamura  
Tên tiếng Nhật: Kenta Morobishi (諸菱 賢太, Morobishi Kenta)
Yoo Jin-ho (tiếng Hàn: 유진호; RR: Yu Jin-ho) là Thợ săn hạng D người Hàn Quốc và là bạn thân nhất của Jinwoo. Anh ấy xuất thân từ một gia đình rất giàu có và cuối cùng trở thành phó chủ tịch hội của Jinwoo sau khi gây ấn tượng bằng lòng trung thành và sự cam kết của mình. Jinho cũng có mối quan hệ như anh em với Jinwoo, do anh bị xa lánh anh trai ruột của mình và có xu hướng mặc những bộ áo giáp rất lạ mắt và đắt tiền mà anh thường mua từ các nhà sản xuất nước ngoài, điều này đóng vai trò như một trò đùa nổi bật xuyên suốt loạt series này.
Igris
Igris, Trưởng đoàn Hiệp sĩ Hồng Huyết, là một hiệp sĩ cấp cao với kiếm thuật đặc biệt và lòng trung thành. Anh ta quỳ gối trước chủ nhân của mình sau trận chiến. Igris không thích hành vi ngu ngốc của Iron trong trận chiến. Mặc dù yêu thích chiến đấu nhưng Igris coi trọng giáo dục và tranh luận với Bellion về việc học của Suho. Anh cũng là một trong những hiệp sĩ mạnh mẽ nhất.
Sung Jin Ah
Lồng tiếng bởi: Haruna Mikawa  
Tên tiếng Nhật: Aoi Mizushino (水篠 葵, Mizushino Aoi)
Sung Jinah (tiếng Hàn: 성진아; RR: Seong Jin-a) là em gái của Jinwoo. Không giống như anh trai mình, cô không phải là thợ săn và đang là học sinh trung học.
Park Kyung Hye
Park Kyung-hye (tiếng Hàn: 박경혜; RR: Bak Kyung-hye) là mẹ của Jinwoo và Jinah. Bốn năm trước các sự kiện của cốt truyện chính, cô đột nhiên bị bệnh Giấc ngủ vĩnh cửu, một chứng rối loạn giấc ngủ không thể chữa khỏi do phép thuật gây ra, và hôn mê ngay sau đó, buộc Jinwoo phải đảm nhận vai trò trụ cột gia đình thay cô. Tuy nhiên, khoảng bốn năm sau, Jinwoo đã có thể chữa khỏi tình trạng của cô và đánh thức cô bằng cách sử dụng một loại thuốc quý hiếm mà anh đã chế tạo khi luyện tập với Hệ thống.
Lee Joo Hee
Lồng tiếng bởi: Rina Honnizumi
Tên tiếng Nhật: Eri Mizuki (観月 絵里, Mizuki Eri)
Lee Joohee (tiếng Hàn: 이주희; RR: I Ju-hui) là một thợ săn hạng B người Hàn Quốc chuyên về phép thuật chữa bệnh và là một trong những người bạn cũ của Jinwoo trong những ngày anh ấy còn là Thợ săn hạng E. Mặc dù sống sót trong ngục tối hai tầng cùng với Jinwoo, cô vẫn bị sốc trước trải nghiệm kinh khủng này và cuối cùng phải nghỉ hưu sau khi không vượt qua được tổn thương tinh thần mà cô phải chịu đựng từ vụ việc.
Cha Hae-in
Lồng tiếng bởi: Reina Ueda  
Tên tiếng Nhật: Shizuku Kousaka (向坂 雫, Kōsaka Shizuku)
Cha Hae-in (차해인) là một Thợ săn hạng S chuyên về kiếm thuật và là nữ Thợ săn hạng S duy nhất trong nước. Cô có một căn bệnh kỳ lạ khi thấy tất cả những thợ săn khác có mùi hôi, sau đó cuối cùng cô đã nảy sinh tình cảm với Jinwoo sau khi chứng kiến anh chiến đấu và phát hiện ra rằng anh là thợ săn duy nhất cô từng gặp thực sự có mùi thơm.
Go Gun-hee
Lồng tiếng bởi: Banjō Ginga
Tên tiếng Nhật: Kyoomi Gotou (後藤 清臣, Gotō Kyoomi )
Go Gunhee (tiếng Hàn: 고건희; RR: Gu Geon-hui) là một Thợ săn hạng S người Hàn Quốc và là Chủ tịch Hiệp hội thợ săn Hàn Quốc, cơ quan chính phủ chịu trách nhiệm giám sát tất cả các thợ săn, cánh cổng và bang hội hoạt động ở Hàn Quốc. Mặc dù sau đó được tiết lộ là vật chứa của Nhà thống trị, nhưng ông ta gặp phải nhiều vấn đề sức khỏe do tuổi già, khiến ông không thể sử dụng sức mạnh của mình ở mức tối đa và cuối cùng bị Quân vương giết chết trong trận chiến.
Sung Il Hwan
Tên tiếng Nhật: Junichro Mizushino (水篠 ジュンイチロー, Mizushino Junichiro)
Sung Il-Hwan (성일환; Seong Il-hwan) là một Thợ săn hạng S người Hàn Quốc, chồng của Kyung-Hye, đồng thời là cha của Jinwoo và Jinah. Mười năm trước các sự kiện của cốt truyện chính, ông ta đột nhiên biến mất trong ngục tối khi đang thực hiện một cuộc đột kích, khiến gia đình cho rằng ông đã chết. Tuy nhiên, khoảng một thập kỷ sau, ông quay trở lại thế giới loài người để hỗ trợ con trai mình trong cuộc chiến sắp tới chống lại Quân vương và cuối cùng được tiết lộ là vật chứa của Nhà thống trị, một trong bảy người được Nhà thống trị chọn để phục vụ họ làm vật chủ. Mặc dù Il-Hwan cuối cùng đã thành công trong nhiệm vụ của mình nhưng ông đã sử dụng nhiều sức mạnh hơn mức cơ thể có thể xử lý trong trận chiến cuối cùng với Quân vương và hậu quả là chết trong vòng tay của con trai mình, và Jinwoo không thể làm gì để cứu ông ta.
Thomas Andre
Thomas Andre (토마스 안드레; Tomaseu Andeure) là một trong những thợ săn mạnh nhất nước Mỹ và là một trong năm Thợ săn cấp quốc gia, đứng thứ nhất thế giới. Anh ta cũng là vật chứa của Nhà thống trị và được đặt biệt danh là Goliath do thân hình to lớn và sức mạnh siêu phàm to lớn của mình. Sau đó, anh kết bạn với Jinwoo sau khi Jinwoo đánh bại anh trong một trận chiến và tặng anh Kamish's Wrath, vũ khí ma thuật mạnh nhất trên thế giới, như một món quà.
Liu Zhigang
Liu Zhigang (류즈캉; Ryu Jeu-kang) là thợ săn mạnh nhất Trung Quốc và là một trong năm Thợ săn cấp quốc gia, đứng thứ 2 trên thế giới. Anh ta cũng là vật chứa của Nhà thống trị và là thợ săn mạnh nhất ở châu Á cho đến khi Jinwoo vượt qua anh về quyền lực. Sau đó, anh ấy trở nên thân thiết với Jinwoo khi họ gặp nhau lần đầu tiên trong hội nghị bang hội thường niên.
Christopher Reed
Christopher Reed (크리스토퍼 리드; Keuriseutopeo Rideu) là một trong những thợ săn mạnh nhất ở Mỹ và là một trong năm Thợ săn cấp quốc gia, đứng thứ 3 trên thế giới. Anh ta cũng là vật chứa của Nhà thống trị và là người đầu tiên trong số bảy người bị Quân vương giết chết.
Siddharth Bachchan
Siddharth Bachchan (싯다르트 밧찬; Sitdareuteu Batchan) là thợ săn mạnh nhất ở Ấn Độ và là một trong năm Thợ săn cấp Quốc gia, đứng thứ 4 trên thế giới. Anh ấy cũng là vật chứa của Nhà thống trị và là người duy nhất trong số bảy người chưa bao giờ xuất hiện trong webtoon.
Goto Ryuji
Goto Ryuji (고토 류지; Goto Ryuji) là thợ săn mạnh nhất ở Nhật Bản. Mặc dù thực tế là anh ta chỉ là một kẻ nhỏ bé so với các Thợ săn cấp quốc gia, nhưng Goto rất tự cao và có thái độ coi thường mạng sống con người một cách nhẫn tâm. Sự kiêu ngạo của anh ta cuối cùng đã khiến mình phải trả giá bằng mạng sống khi  anh bị giết bởi một con quái vật kiến mạnh mẽ tên là Vua Kiến trong một cuộc đột kích vào Cổng Hạng S của Đảo Jeju.
Hwang Dong Soo
Lồng tiếng bởi: Junichi Suwabe
Tên tiếng Nhật: Masato Ukyo (右京 将人, Ukyo Masato)
Hwang Dongsoo (황동수; Hwang Dong-su) là một Thợ săn hạng S người Hàn Quốc sống ở Mỹ, người đã cố gắng giết Jinwoo sau khi biết rằng Jinwoo phải chịu trách nhiệm về cái chết của anh trai mình Dong-suk. Cuối cùng hắn ta đã bị chính Jinwoo giết chết sau khi phạm sai lầm vì bắt cóc và tra tấn Jinho một cách dã man để lấy thông tin về tình tiết sát hại anh trai mình. Sau cái chết của hắn, hắn trở thành một trong những người lính bóng tối của Jinwoo.
Lennart Niermann
Lennart Niermann ( 레나트 니어만; Renateu Nieoman) là thợ săn mạnh nhất nước Đức, đứng thứ 12 thế giới. Mặc dù là người giỏi nhất ở quê hương, Lennart không đặc biệt kiêu ngạo và có tinh thần trách nhiệm cao đối với chính nghĩa, thể hiện khi anh sẵn sàng dùng chính mình làm mồi nhử để cứu Thomas khỏi bị Quân vương giết chết.
Baek Yoon-ho
Lồng tiếng bởi: Hiroki Tōchi
Tên tiếng Nhật: Taiga Shirakawa (白川 大虎, Shirakawa Taiga)
Baek Yoon-ho (백윤호; Baek Yun-ho) là một thợ săn hạng S người Hàn Quốc chuyên về phép thuật biến hình và là Hội trưởng của Hội Bạch Hổ.
Choi Jong In
Lồng tiếng bởi: Daisuke Hirakawa
Tên tiếng Nhật: Shin Mogami (最上 真, Mogami Shin)
Choi Jong-In (최종인; Choe Jong-in) là một Thợ săn hạng S người Hàn Quốc chuyên về phép thuật hỏa và là Hội trưởng của Hội thợ săn.
Woo Jin Chul
Lồng tiếng bởi: Makoto Furukawa
Tên tiếng Nhật: Akira Inukai (犬飼 晃, Inukai Akira)
Woo Jin-chul (우진철; U Jin-cheol) là Thợ săn hạng A người Hàn Quốc và là Chủ tịch Hiệp hội thợ săn Hàn Quốc. Trước cái chết của Go Gunhee, Chủ tịch tiền nhiệm, anh là Chánh thanh tra Đội giám sát của Hiệp hội thợ săn Hàn Quốc.

## Truyền thông

### Web novel
Na honjaman Level-up lần đầu tiên được đăng nhiều kỳ trên nền tảng truyện tranh và tiểu thuyết kỹ thuật số KakaoPage của Kakao kể từ ngày 25 tháng 7 năm 2016, và sau đó được xuất bản bởi D&C Media dưới ấn hiệu tiểu thuyết giả tưởng "Papyrus" của họ. Kể từ năm 2016, cuốn tiểu thuyết đã thu hút được 2,4 triệu độc giả trên KakaoPage. Tiểu thuyết đã được Webnovel mua bản quyền bằng tiếng Anh từ ngày 21 tháng 12 năm 2018 đến ngày 24 tháng 6 năm 2019.
Bộ tiểu thuyết đã được Yen Press mua bản quyền và xuất bản thành nhiều tập kể từ ngày 16 tháng 2 năm 2021. Tại Việt Nam, bộ tiểu thuyết được chính thức phát hành vào ngày 10 tháng 11 năm 2021 bởi Caro Light Novel dưới tên Chỉ mình tôi thăng cấp.

#### Danh sách các tập
| #            | Phát hành chính ngữ  | Phát hành chính ngữ | Phát hành tiếng Việt | Phát hành tiếng Việt |
| #            | Ngày phát hành       | ISBN                | Ngày phát hành       | ISBN                 |
| ------------ | -------------------- | ------------------- | -------------------- | -------------------- |
| 01           | 4 tháng 11 năm 2016  | 979-11-7033-666-2   | 10 tháng 11 năm 2021 | 978-604-55-9639-5    |
| 02           | 4 tháng 11 năm 2016  | 979-11-7033-667-9   | 10 tháng 11 năm 2021 | 978-604-55-9640-1    |
| 03           | 21 tháng 12 năm 2016 | 979-11-7033-755-3   |                      |                      |
| 04           | 25 tháng 1 năm 2017  | 979-11-7033-858-1   |                      |                      |
| 05           | 23 tháng 2 năm 2017  | 979-11-7033-911-3   |                      |                      |
| 06           | 30 tháng 3 năm 2017  | 979-11-7033-976-2   |                      |                      |
| 07           | 4 tháng 4 năm 2017   | 979-11-6140-318-2   |                      |                      |
| 08           | 24 tháng 5 năm 2017  | 979-11-6140-412-7   |                      |                      |
| 09           | 22 tháng 6 năm 2017  | 979-11-6140-467-7   |                      |                      |
| 10           | 20 tháng 7 năm 2017  | 979-11-6140-549-0   |                      |                      |
| 11           | 24 tháng 8 năm 2017  | 979-11-6140-626-8   |                      |                      |
| 12           | 21 tháng 9 năm 2017  | 979-11-6140-693-0   |                      |                      |
| 13           | 27 tháng 10 năm 2017 | 979-11-6140-827-9   |                      |                      |
| Ngoại truyện | 18 tháng 4 năm 2018  | 979-11-6268-337-8   |                      |                      |

### Webtoon
Bản chuyển thể webtoon đã ra mắt trên KakaoPage vào ngày 4 tháng 3 năm 2018 và kết thúc mùa đầu tiên vào ngày 19 tháng 3 năm 2020. Tập đầu tiên được D&C Media phát hành vào ngày 26 tháng 9 năm 2019. Tại Nhật Bản, Solo Leveling đã ra mắt trên trang webtoon và tiểu thuyết Piccoma của Kakao Nhật Bản, và đã có hơn 1 triệu độc giả tích lũy. Nó cũng được chọn là webtoon đứng đầu trong "Xuất sắc nhất năm 2019" của Piccoma. Bản Webtoon đã được xuất bản kỹ thuật số bằng tiếng Anh bởi Webnovel và Tappytoon lần lượt kể từ ngày 7 tháng 5 năm 2020 và ngày 4 tháng 6 năm 2020. Nó cũng được xuất bản trên Tapas bằng tiếng Anh. Các tập truyện đã được Yen Press cấp phép và xuất bản ở Bắc Mỹ kể từ ngày 2 tháng 3 năm 2021.

#### Danh sách các tập
| 01 | 26 tháng 9 năm 2019  | 979-11-89320-29-4 |
| 02 | 30 tháng 1 năm 2020  | 979-11-89320-36-2 |
| 03 | 27 tháng 8 năm 2020  | 979-11-89320-69-0 |
| 04 | 29 tháng 4 năm 2021  | 979-11-91363-73-9 |
| 05 | 7 tháng 10 năm 2021  | 979-1-16-777002-8 |
| 06 | 25 tháng 7 năm 2022  | 979-1-16-777037-0 |
| 07 | 22 tháng 2 năm 2023  | 979-1-16-777070-7 |
| 08 | 25 tháng 5 năm 2023  | 979-1-16-777089-9 |
| 09 | 30 tháng 8 năm 2023  | 979-1-16-777113-1 |
| 10 | 18 tháng 4 năm 2024  | 979-1-19-354981-0 |
| 11 | 4 tháng 6 năm 2024   | 979-1-19-382120-6 |
| 12 | 29 tháng 8 năm 2024  | 979-1-19-382139-8 |
| 13 | 28 tháng 11 năm 2024 | 979-1-19-382173-2 |
| 14 | 9 tháng 6 năm 2025   | 979-1-17-382011-3 |

### Trò chơi điện tử
Một phiên bản trò chơi điện tử đang được phát triển bởi tập đoàn game khổng lồ của Hàn Quốc là Netmarble Corp.

### Anime
Bộ truyện được công bố chuyển thể thành một series anime bởi A-1 Pictures và có tên tiếng Nhật là Ore dake Level Up na Ken, lên sóng truyền hình Nhật Bản từ tháng 1 năm 2024 đến tháng 3 năm 2024. Bộ anime do Nakashige Shunsuke đạo diễn, Kimura Noboru biên soạn kịch bản, Sudo Tomoko thiết kế nhân vật và Sawano Hiroyuki sáng tác nhạc nền. Nền tảng streaming Crunchyroll phân phối anime bên ngoài khu vực châu Á. Bài hát mở đầu là "Level" của Sawano và Tomorrow X Together, trong khi bài hát kết thúc là "Request" của Krage.
Mùa hai có tên Ore dake Level Up na Ken Season 2: Arise from the Shadow đã được lên sóng truyền hình Nhật Bản từ tháng 1 năm 2025 đến tháng 3 năm 2025. Bài hát mở đầu là "Reawaker" của LiSA và bài hát kết thúc là "Un-Apex" bởi TK from Ling Tosite Sigure, trong khi bài hát kết thúc season 2 là "Level" của Sawano và Tomorrow X Together.
Crunchyroll đã cấp phép cho bộ anime này tại Bắc Mỹ, Trung Mỹ, Nam Mỹ, Châu Âu, Châu Phi, Châu Đại Dương, Trung Đông, CIS,  và Ấn Độ. Các tập đầu tiên được chiếu từ tháng 12 năm 2023 tại Tokyo, Seoul, Los Angeles, Ấn Độ và Châu Âu.  Medialink đã cấp phép cho loạt anime ở Đông Nam Á và Châu Đại Dương (trừ Úc và New Zealand).

### Phim
Một bộ phim chuyển thể đang được sản xuất tại Hàn Quốc.

## Thăng cấp một mình: Ragnarok
Vào tháng 4 năm 2023, Kakao công bố phần tiếp theo có tựa đề Solo Leveling: Ragnarok. Web novel bắt đầu phát hành thông qua KakaoPage vào ngày 10 tháng 4 năm 2023. Một bản chuyển thể webtoon sẽ được ra mắt vào năm 2024.
Câu chuyện lấy bối cảnh sau các sự kiện của Solo Leveling; câu chuyện bên lề đóng vai trò như một khúc dạo đầu. Sung Su-ho, con trai của Sung Jin-woo và Cha Hae-in, kế thừa sức mạnh của Vua bóng tối từ cha mình. Tuy nhiên, sức mạnh và ký ức của anh đã bị khóa khi còn nhỏ nên anh có thể có một cuộc sống bình thường. Nhưng khi Các cánh cổng bắt đầu mở cửa trở lại trên khắp Trái đất vào năm thứ ba đại học, Su-ho được Hệ thống chọn làm Người chơi. Vì vậy, Su-ho phải trở thành Thợ săn để đối mặt với mối đe dọa mới liên quan đến sự mất tích của cha mẹ anh.
Tiểu thuyết web được viết bởi Daul, người thay thế Chugong, tác giả của tiểu thuyết web Solo Leveling gốc. Chugong tiết lộ anh quyết định ủng hộ Daul, nói rằng anh vẫn trải qua những cảm xúc giống như khi lần đầu tiên bắt đầu xuất bản tiểu thuyết web gốc. Một trăm lẻ năm (105) chương đầu tiên ra mắt trên KakaoPage vào ngày 10 tháng 4 năm 2023.